# (69288) Berlioz
(69288) Berlioz – planetoida z grupy pasa głównego asteroid okrążająca Słońce w ciągu 4 lat i 82 dni w średniej odległości 2,61 j.a. Została odkryta 11 października 1990 roku w Karl Schwarzschild Observatory w Tautenburgu przez Freimuta Börngena i Lutza Schmadela. Nazwa planetoidy pochodzi od Hectora Berlioza (1803-1869), francuskiego kompozytora. Przed nadaniem nazwy planetoida nosiła oznaczenie tymczasowe (69288) 1990 TW11.